# گرافینگ بای مونیخ
شهر گرافینگ بای مونیخ (Grafing bei München) در ایالت بایرن در کشور آلمان واقع شده‌است.